# Loch Arkaig
Loch Arkaig – zbiornik wodny w Lochaber w Szkocji, leżący na zachód od Great Glen, o długości około 12 km. Leży 140 stóp n.p.m. Maksymalna głębokość wynosi 300 stóp.
Główne dopływy stanowią Dessarry i Pean River, które spływają z górskich dolin o tych samych nazwach. Góry Lochaber leżą na północy a Forest of Locheil na południu. Odpływ prowadzi rzeką Arkaig (wschód jeziora), płynącą ku wschodowi przez Achnacarry do Loch Lochy.
Jezioro posiada dwie małe wyspy. Eilean a Ghiubais jest dawnym miejscem pochówku członków klanu Cameron of Lochiel. 
Droga pomiędzy Great Glen a Knoydart biegnie przez północne wybrzeże jeziora.
Według legendy w 1746 roku został tutaj ukryty skarb Jakobitów.